# Liste der Baudenkmale in Bresegard bei Picher
In der Liste der Baudenkmale in Bresegard bei Picher sind alle Baudenkmale der Gemeinde Bresegard bei Picher (Landkreis Ludwigslust-Parchim) und ihrer Ortsteile aufgelistet (Stand: Januar 2021).

## Bresegard bei Picher
| ID | Lage                   | Bezeichnung                                | Beschreibung | Bild                         |
| -- | ---------------------- | ------------------------------------------ | ------------ | ---------------------------- |
|    | B5                     | Meilenstein mit 2 Sitzbänken               | Meilenstein  | Meilenstein mit 2 Sitzbänken |
|    | Hauptstraße 8 (Karte)  | Hallenhaus                                 |              |                              |
|    | Dorfplatz (Karte)      | Gefallenendenkmal 1914/18                  |              |                              |
|    | Mühlenweg 8/10 (Karte) | Hallenhaus ehemalige Büdnerei 20, von 1848 |              |                              |

## Bresegard/Picher-Ausbau
| ID | Lage           | Bezeichnung | Beschreibung | Bild |
| -- | -------------- | ----------- | ------------ | ---- |
|    | Hufe 5 (Karte) | Hallenhaus  |              |      |

## Ehemalige Denkmale
| ID | Lage                   | Bezeichnung                                        | Beschreibung | Bild |
| -- | ---------------------- | -------------------------------------------------- | ------------ | ---- |
|    | Hauptstraße 14 (Karte) | Hallenhaus, Büdnerei 13 – Inschrift 28. April 1848 |              |      |